# Арабський інтернет-трансліт
Арабський інтернет-трансліт, також відомий як Arabizi є транслітерацією арабських діалектів, при якій арабське письмо транскрибується за допомогою латинських літер та арабських цифр. Цей спосіб написання спочатку використовувався в основному молоддю в арабському світі для спілкування через Інтернет або для надсилання повідомлень через телефон, хоча на цей час використання більше не обмежується віком, і цей спосіб написання навіть використовувався засобами масової інформації та у рекламах.
Ця транслітерація використовує цифри та мультиграфи замість діакритичних знаків для таких літер, як qāf (ق) або ḍād (ض), яких немає в базовому латинському алфавіті (ASCII). Існують різні способи транслітерації які також відрізняються один від одного, оскільки на кожен впливає особлива фонологія певного арабського діалекту, що транскрибується, а також орфографія переважної європейської мови в цьому регіоні — як правило, колишньої колоніальної мови, зазвичай, французької або англійської.
Через широке розповсюдження, зокрема використання в рекламі великих міжнародних компаній, такі великі гравці онлайн-індустрії, як Google і Microsoft представили інструменти, які перетворюють текст, написаний транслітом на арабське письмо. Також існують веб-плагіни для Mozilla Firefox і Chrome (клавіатура Panlatin та ARABEASY). Трансліт ніколи не використовується в офіційних умовах і рідко, якщо взагалі, використовується в умовах тривалого спілкування.

## Історія
Протягом останніх десятиліть 20-го століття текстові комунікаційні технології, такі як обмін текстовими повідомленнями через мобільний телефон, Інтернет, електронна пошта, системи дощок оголошень та IRC, ставали все більш поширеними в арабському світі. Більшість із цих технологій мали можливість використовувати лише латинський алфавіт, а деякі та досі не підтримують арабське письмо. У результаті арабомовні користувачі часто транслітерували арабський текст латинськими літерами. Для позначення тих арабських літер, які не мають приблизного фонетичного еквівалента в латинській абетці, використовувалися цифри та спеціальні символи. Наприклад, цифра «3» використовується для позначення арабської літери ⟨ع⟩ (ʿayn) — зверніть увагу на вибір візуально схожого символу, при цьому цифра нагадує дзеркальну версію арабської літери. Багато користувачів мобільних телефонів і комп’ютерів використовують транслітерацію навіть якщо їхня система здатна відображати арабське письмо. Це може бути пов’язано з відсутністю відповідної розкладки клавіатури для арабської мови або тому, що користувачі вже більше знайомі та звикли до розкладки клавіатури QWERTY або AZERTY.
Системи онлайн-комунікації, такі як IRC, системи дощок оголошень і блоги, часто працюють на системах або через протоколи, що не підтримують альтернативні набори символів. Таким чином, транслітерація стала звичним явищем. Це можна побачити навіть у доменних іменах веб-сайтів, таких як Qal3ah.
Відповідно до однієї статті 2020 року, заснованої на опитуванні, проведеному в Назареті та його околицях, зараз існує «високий ступінь норматизації або стандартизації орфографії Arabizi».

## Порівняння
Через неофіційний характер цієї системи не існує єдиного «правильного» написання. Способи транслітерації різних літер можуть збігатися.
Більшість символів у системі використовують латинські літери (які використовуються в англійській та французькій мовах), які фонетично найкраще відповідають арабській літері (наприклад, ب відповідає b). Діалектичні відмінності у вимові арабської літери також можуть призвести до певних варіацій у її транслітерації (наприклад, літера ﺝ може бути транслітерована як j носієм левантійського діалекту або як g носієм єгипетського діалекту).
Ті літери, які не мають фонетично відповідних літер в латинській абетці, часто позначаються за допомогою цифр або спеціальних символів, зазвичай цифра є візуально схожою до відповідної арабської літери (наприклад, ع представлено за допомогою цифри 3, оскільки остання виглядає як її відображення).
Оскільки багато літер відрізняються від інших лише крапкою над або під основною частиною символу, у транслітерації цих літер часто використовується та сама літера чи цифра з апострофом, доданим перед чи після (наприклад, '3 використовується для позначення غ) .
| Арабська літера | Транслітерація   | Міжнародний фонетичний алфавіт |
| --------------- | ---------------- | ------------------------------ |
| ء أ ؤ إ ئ آ     | 2                | ʔ                              |
| ا‎               | a e è            | æ(ː) a(ː) ɑ(ː) ɛ(ː) ɐ          |
| ب‎               | b p              | b p                            |
| ت‎               | t                | t t̪ t͡s                         |
| ث‎               | s th t           | s θ                            |
| ج‎               | j g dj           | ʒ d͡ʒ ɟ ɟ͡ʝ ɡ                    |
| ح‎               | 7 h              | ħ ʜ                            |
| خ‎               | kh 7' 5          | x χ                            |
| د‎               | d                | d d̪                            |
| ذ‎               | z th dh d        | z ð                            |
| ر‎               | r                | ɾ r rˤ                         |
| ز‎               | z                | z                              |
| س‎               | s                | s                              |
| ش‎               | sh ch $          | ʃ                              |
| ص‎               | s 9              | sˤ sˠ                          |
| ض‎               | d dh 9' D        | dˤ d̪ˤ d̪ˠ                       |
| ط‎               | t 6 T            | tˤ t̪ˤ t̪ˠ                       |
| ظ‎               | z th dh 6'       | zˤ ðˤ ðˠ                       |
| ع‎               | 3                | ʕ ʢ                            |
| غ‎               | gh 3' 8          | ɣ ʁ                            |
| ف‎               | f v              | f v                            |
| ق‎               | 2 g q 8 9        | ʔ ɡ ɢ q                        |
| ك‎               | k g ch           | k ɡ t͡ʃ                         |
| ل‎               | l                | l ɫ                            |
| م‎               | m                | m                              |
| ن‎               | n                | n                              |
| ه‎               | h a e ah eh é    | h, /a e/                       |
| ة‎               | a e eh at et é   | /a e at et/                    |
| و‎               | w o ou oo u      | w o(ː) u(ː)                    |
| ي‎ ى‎             | y i ee ei ai a é | j i(ː) e(ː), /a/               |

| Додаткові літери | Транслітерація | Міжнародний фонетичний алфавіт |
| ---------------- | -------------- | ------------------------------ |
| پ‎                | p              | p                              |
| چ‎                | j ch tch g     | ʒ t͡ʃ ɡ                         |
| ڜ‎                | ch tch         | t͡ʃ                             |
| ڤ ڥ‎              | v              | v                              |
| ڨ گ ݣ‎            | g              | ɡ                              |

## Приклади використання
На кожен із різновидів трансліту впливає фонологія певного арабського діалекту, який транскрибується, і орфографія домінуючої європейської мови в цьому регіоні — як правило, колишньої колоніальної мови. Нижче наведені приклади використання відповідно до різних діалектів арабської мови.

### Єгипетська арабська мова
| Єгипетська арабська мова | انا رايح الجامعه الساعه 3 العصر                  | الجو عامل ايه النهارده فى إسكندريه؟              |
| Транслітерація           | ana raye7 el gam3a el sa3a 3 el 3asr.            | el gaw 3amel eh elnaharda f eskendereya?         |
| МФА                      | ænæˈɾɑˑjeħ elˈɡæmʕæ (ʔe)sˈsæːʕæ tæˈlæːtæ lˈʕɑsˤɾ | elˈɡæwwe ˈʕæːmel ˈe(ːhe)nnɑˈhɑɾdɑ feskendeˈɾejjæ |
| Переклад                 | Я йду до коледжу о третій годині.                | Яка погода сьогодні в Александрії?               |

### Левантійська арабська мова
| Левантійська арабська мова | كيف صحتك، شو قاعد بتعمل؟            |
| Транслітерація             | keef so7tak, shu 2a3ed bte3mal?     |
| Переклад                   | Як твоє здоров'я, чим ти займаєшся? |

### Марокканська арабська мова
| Марокканська арабська мова | كيفاش داير فالقراية؟        |
| Транслітерація             | kifach dayer fle9raya?      |
| МФА                        | kifæʃ dæjər fləqrˤɑja       |
| Переклад                   | Як твої справи з навчанням? |

### Арабська мова регіону Перської затоки
| Арабська мова регіону Перської затоки | شلونك؟ شنو قاعد تسوي الحين؟       |
| Транслітерація                        | shlounik? Shnu ga3d tsawe al7een? |
| Переклад                              | Як справи? Що ти зараз робиш?     |

### Месопотамська арабська мова (Іракський діалект)
| Месопотамська арабська мова | عليمن يا گلُب تعتب عليمن؟              |
| Транслітерація              | 3alayman ya galb ti3tib 3alayman?     |
| Переклад                    | Кого ти звинувачуєш, моє серце, кого? |

### Палестинська арабська мова
| Палестинська арабська мова | بخير الله إيسلمك شحالك إنتي                 |
| Транслітерація             | b7'air allah eysallemch .. sh7aalech enty?? |
| Переклад                   | Добре, благослови вас Бог. Як щодо тебе?    |

### Суданська арабська мова
| Суданська арабська мова | والله مشتاق ليك شديد يا زول كيفك إنتا؟ انا الحمدلله اكنت داير امشى المحل داك جمب النيل، المكان قريب من بيتك. حاستناك فى الكبرى اتفقنا؟.                                         |
| Транслітерація          | wallay moshtag leakk shadid ya zol kefak inta? ana alhamdolillah konta dayir amshi le al ma7al dak gamb al nil, al makan garib men betak. 7astanak fi al kubri. htafakna        |
| Переклад                | О, Боже, я дуже сумував за тобою, чоловіче! Як справи? Дякувати Богу. Тож я хочу поїхати в одне місце біля Нілу, місце біля самого твого будинку! Я чекаю тебе на мосту. Згода? |

### Чадська арабська мова
| Чадська арабська мова | بوه ياخي، إنت عفة؟ ولله سمح أنا ماشي لسوبرمارشة ديك بي وسط نجامينا لو تدور تمشي يعني، تعال معاي يلا ياخي.                               |
| Транслітерація        | Boh yakhi, inta afé? Wallah semeh, ana maché lê supermarché dik bi ousut n'djamena lô tidoura tamshi yani, ta'al maa'ai yalla yakhi.    |
| Переклад              | О, привіт, мій брате. Як справи? Добре. Я йду до того супермаркету в центрі Нджамени, тож якщо хочеш піти, поспішай за мною, брате мій! |

## Критика
Феномен написання арабської мови за допомогою цих імпровізованих алфавітів викликав гострий осуд з боку ряду різних сегментів арабомовної спільноти. У той час як освітяни та члени інтелігенції засмучені погіршенням та деградаціює стандартної, літературної, академічної мови, консервативні мусульмани, а також панарабісти та деякі араби-націоналісти розглядають це явище як згубну форму вестернізації.